# 紹姆堡-利珀的阿德海德 (1821-1899)
紹姆堡-利珀的阿德海德（德語：Adelheid zu Schaumburg-Lippe，1821年3月9日—1899年7月30日），什勒斯維希-霍爾斯坦-森訥堡-格呂克斯堡公爵夫人，紹姆堡-利珀親王格奧爾格·威廉的女兒。

## 家庭
1841年，阿德海德與什勒斯維希-霍爾斯坦-森訥堡-格呂克斯堡的腓特烈王子結婚，兩人共有2子3女：
1. 奧古斯塔（丹麥語：Auguste af Slesvig-Holsten-Sønderborg-Glücksborg）（1844年—1932年）
2. 腓特烈·斐迪南（1855年—1934年）
3. 路易絲（英语：Princess Louise of Schleswig-Holstein-Sonderburg-Glücksburg）（1858年—1936年）
4. 瑪麗（丹麥語：Marie af Slesvig-Holsten-Sønderborg-Glücksborg (1859-1941)）（1859年—1941年）
5. 阿爾布雷希特（1863年—1948年）